# أبحاث طب الأطفال (مجلة)
أبحاث طب الأطفال (بالإنجليزية: Pediatric Research)‏ هي مجلة طبية شهرية مراجعة بالأقران في مجال طب الأطفال والنشرة الرسمية للجمعية الأمريكية لطب الأطفال، والجمعية الأوروبية لأبحاث طب الأطفال، وجمعية أبحاث طب الأطفال. نُشرت لصالح المؤسسة الدولية لأبحاث طب الأطفال [الإنجليزية] بواسطة سبرينغر نيتشر. ورئيسة التحرير هي سينثيا ف. بيرر [الإنجليزية]. وكان عامل تأثير المجلة لعام 2020 قدره 3.75.

## روابط خارجية
- الموقع الرسمي